# Сетиф (вилайет)
Сети́ф (араб. ولاية سطيف‎) — вилайет в северо-восточной части Алжира, одноимённый своему административному центру, городу Сетиф.

## Географическое положение
Вилайет Сетиф лежит примерно в 300 км восточнее столицы Алжира — города Алжир — на равнине на высоте 1100 м над уровнем моря, между исторической областью Кабилия и горами Атлас.
Граничит с вилайетами Беджая и Джиджель на севере, Мила на востоке, Батна на юге, Бордж-Бу-Арреридж и Мсила на западе.

## Административное деление
Административно вилайет разделен на 20 округов и 60 коммун.

### Округа
1. Айн-Арнат (Aïn Arnat)
2. Айн-Азел (Aïn Azel)
3. Айн-эль-Кебира (Aïn El Kébira)
4. Айн-Ульман (Aïn Oulmane)
5. Амуша (Amoucha)
6. Бабор (Babor)
7. Бени-Азиз (Béni Aziz)
8. Бени-Уртилан (Béni Ourtilane)
9. Бир-эль-Арш (Bir El Arch)
10. Буандас (Bouandas)
11. Бугаа (Bougaâ)
12. Джемила (Djémila)
13. Эль-Юльма (El Eulma)
14. Гензет (Guenzet)
15. Гиджель (Guidjel)
16. Хаммам-Гёргур (Hammam Guergour)
17. Хаммам-Суна (Hammam Souhna)
18. Маоклан (Maoklane)
19. Салах-Бей (Salah Bey)
20. Сетиф (Sétif)

## Экономика и промышленность
Является сельскохозяйственным вилайетом.

## Культура и достопримечательности
- Административный центр, город Сетиф — университетский город.
- Здесь также расположен футбольный клуб ЕС Сетиф.
- В Сетифе находится объект Всемирного наследия ЮНЕСКО — остатки древнего римского города Джемила.